# ژان کلود باولو
ژان کلود باولو (انگلیسی: Jean-Claude Baulu؛ ۱۵ ژوئن ۱۹۳۶ – ۲۳ اکتبر ۲۰۲۰) بازیکن فوتبال اهل فرانسه بود.
از باشگاه‌هایی که در آن بازی کرده‌است می‌توان به باشگاه فوتبال المپیک مارسی، باشگاه فوتبال والنسین، و باشگاه فوتبال سن-اتین اشاره کرد.